# 乌什喀特古城遗址
乌什喀特古城遗址，又称玉奇喀特古城，位于新疆维吾尔自治区阿克苏地区新和县玉奇喀特镇古城社区，原玉奇喀特村西北1.5公里。
1928年时称于什加提，即维吾尔语“三重城”之意。2013年3月5日，以乌什喀特古城遗址之名列入第七批全国重点文物保护单位（古遗址）。此处遗址被认为是西域都護府的驻地它乾城。

## 历史
西汉时，西域都護府驻地在乌垒城。16年，驻地已迁至它乾城。东汉时，复置西域都护。永元三年（91年），西域都护班超“居龟兹它乾城，徐幹屯疏勒”。东汉之后，它乾城具体已无法考证。
1928年，中国学者黄文弼在新疆省沙雅县伯克里克村旁边的于什加提（三重城）发现“李忠（崇）之印”。这座古城遗址被认为是它乾城遗址，而“李崇之印发现在当年的西域都护府所在地，是汉代中央政权对西域管辖的最好物证”。1953年，在玉奇喀特古城出土“汉归义羌长印”。
中国学界长期沿用黄文弼推断乌什喀特古城为汉代遗址的观点。依据新的钻探和发掘成果，古城始建年代追溯到战国时期，两汉为繁盛期。因没有汉代以后的遗迹、遗物，推测在此后被废弃或迁移”。
2013年3月5日，乌什喀特古城遗址列入第七批全国重点文物保护单位（古遗址）。